# Orange County (Texas)
Das Orange County ist ein County im US-Bundesstaat Texas. Das U.S. Census Bureau hat bei der Volkszählung 2020 eine Einwohnerzahl von 84.808 ermittelt. Der Sitz der County-Verwaltung (County Seat) befindet sich in Orange.

## Geographie
Das County liegt im äußersten Osten von Texas an der Mündung des Sabine River und des Neches River in den Sabine Lake. Der Sabine River und der Sabine Lake, eine Lagune am Golf von Mexiko, bilden die Grenze zu Louisiana. Es hat eine Fläche von 923 Quadratkilometern, wovon 60 Quadratkilometer Wasserfläche sind. An das Orange County grenzen folgende Nachbarcountys und -parishes:
| Hardin County    | Jasper County, Newton County |                              |
|                  |                              | Calcasieu Parish (Louisiana) |
| Jefferson County |                              | Cameron Parish (Louisiana)   |

## Geschichte
Das Orange County wurde am 5. Februar 1852 aus ehemaligen Teilen des Jefferson County gebildet. Die Benennung des Countys ist deskriptiv begründet und bezieht sich auf einen bestimmten Orangenhain am Neches River.
Sieben Bauwerke und Bezirke im County sind im National Register of Historic Places („Nationales Verzeichnis historischer Orte“; NRHP) eingetragen (Stand 29. November 2021), darunter das Joseph and Annie Lucas House, das Sims House und das W. H. Stark House.

## Demografische Daten

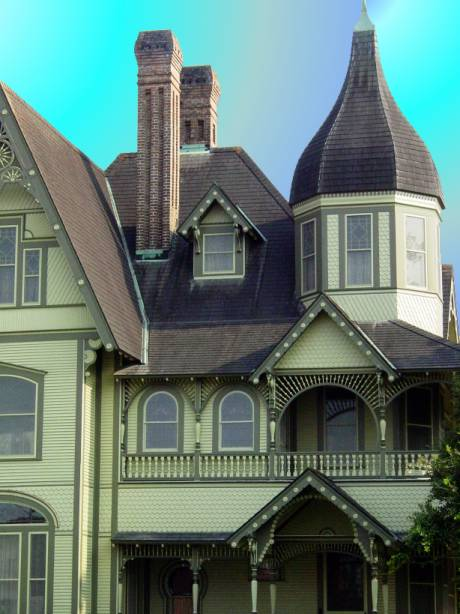
Das W. H. Stark House, gelistet im NRHP mit der Nr. 76002056

Nach der Volkszählung im Jahr 2010 lebten im Orange County 81.837 Menschen in 32.790 Haushalten. Die Bevölkerungsdichte betrug 88,7 Einwohner pro Quadratkilometer.
Ethnisch betrachtet setzte sich die Bevölkerung zusammen aus 86,1 Prozent Weißen, 8,5 Prozent Afroamerikanern, 0,5 Prozent amerikanischen Ureinwohnern, 1,0 Prozent Asiaten sowie aus anderen ethnischen Gruppen; 1,7 Prozent stammten von zwei oder mehr Ethnien ab. Unabhängig von der ethnischen Zugehörigkeit waren 5,8 Prozent der Bevölkerung spanischer oder lateinamerikanischer Abstammung. In den 32.790 Haushalten lebten statistisch je 2,49 Personen.
25,1 Prozent der Bevölkerung waren unter 18 Jahre alt, 60,9 Prozent waren zwischen 18 und 64 und 14,0 Prozent waren 65 Jahre oder älter. 50,3 Prozent der Bevölkerung war weiblich.
Das jährliche Durchschnittseinkommen eines Haushalts lag bei 45.532 USD. Das Prokopfeinkommen betrug 22.826 USD. 15,6 Prozent der Einwohner lebten unterhalb der Armutsgrenze.

## Städte und Gemeinden
Citys
- Bridge City
- Orange
- Pine Forest
- Pinehurst
- Rose City
- Vidor
- West Orange

Census-designated place (CDP)
- Mauriceville

Unincorporated Communitys
- Forest Heights
- Little Cypress
- Orangefield

weitere Orte
- Bancroft
- Bland
- Brownwood
- Bruner
- Connell
- Cove
- Doc Brown
- Echo
- Francis
- Kinard Estates
- Lakeview
- Lakewood
- Lemonville
- Maple Crest Acres
- Oilla
- Peveto
- Pine Grove
- Ridgecrest
- Stark
- Tulane
- West Bluff